# ロスト・イン・トランスレーション
『ロスト・イン・トランスレーション』（Lost in Translation）は、2003年のアメリカ合衆国・日本のロマンティック・コメディ映画。監督・脚本はソフィア・コッポラ、出演はビル・マーレイとスカーレット・ヨハンソンなど。
東京を舞台に、倦怠期のハリウッド・スターと、孤独な若いアメリカ人妻の淡い出会いと別れを描く。
本作品により、ソフィア・コッポラは一躍アメリカで最も注目される新鋭若手監督になった。400万ドルと少なめな予算と27日間で撮影されたこの作品は1億ドル以上の興行収入を収め、多くの米映画賞を総なめにした。2004年のアカデミー賞では、主要4部門（作品賞、監督賞、主演男優賞、オリジナル脚本賞）にノミネートされ、脚本賞を受賞。
コッポラ自身が若いころ日本に滞在しており、その体験をもとにした半自伝的作品と告白している。『ロスト・イン・トランスレーション』は言語問題だけでなく夫と妻、男と女、老人と若者、友人間などの現代社会多くの人間関係における相互理解の難しさ（アノミー）をテーマとしている。その孤独感を増幅する演出として、日本以外での上映に際しても、日本語のセリフには意図的に字幕を添付していない。
渋谷スクランブル交差点や東京メトロ、また絶対にロケの許可が降りないことでも有名な東海道新幹線での撮影はゲリラ撮影の強行によって乗り切られ、映画の成功と同時に渋谷スクランブル交差点は東京を代表する世界的な有名スポットとなった。知らずにヤクザの縄張りで撮影してしまった際には一瞬即発となる場面もあったという。

## ストーリー
初老のハリウッド俳優、ボブ・ハリス（ビル・マーレイ）は、サントリーウイスキーのテレビCMに200万ドルで出演するために来日し、パークハイアット東京に到着するが、うまく眠ることができない。同じホテルに滞在しているシャーロット（スカーレット・ヨハンソン）は、セレブ写真家の夫ジョン（ジョバンニ・リビシ）に同伴して来日している。彼女は大学を卒業したばかりで結婚して2年になるが、ジョンは撮影の仕事でシャーロットをほったらかしているばかりか、映画のプロモーションのためにたまたま同じホテルにいたアメリカ人女優ケリー（アンナ・ファリス）との交流に忙しい。電車に乗って東京の街並みを散策したり神社を見たりするが、心が動かず虚しさを感じ、アメリカの友人に電話をかけても話を聞いてもらえない。同時にボブのほうも、倦怠気味の25年の結婚生活に疲れて、ミドルエイジクライシスをむかえている。
ある夜、ボブが長時間にわたるCM撮影を終え、ホテルのバーのカウンターでウイスキーを飲みながら疲れを癒していると、ジョンや友人たちとテーブル席についていたシャーロットがボブがいることに気づき、ウエイターづてに日本酒の杯を渡す。数日後、うまく眠れないシャーロットがバーに行くと、ボブは同じ席でウイスキーを飲んでいて、二人はお互いの生活や結婚、不眠について話をする。それからホテル内で顔を合わせるうちに、二人は親しくなっていく。夫が週末まで仕事で不在になることから、シャーロットは日本人の友人“チャーリー”と会うことにし、一緒にボブを誘う。ボブは派手なシャツを着てシャーロットの部屋に現れ、二人はチャーリーやその友人たちと一緒に夜の東京を遊びまわる。その後も何度か一緒に東京を散策するうちに、二人の間に友情が芽生えていく。
シャーロットはひとりで京都を訪れ、静かな町並みと雰囲気を味わう。その間にボブはテレビ番組にゲスト出演するが、それ以外の時間を無為に過ごす。ボブがいつものようにホテルのバーでウイスキーを飲んでいると、バーの専属バンドのヴォーカリスト（キャサリン・ランバート）に声を掛けられ、成り行きで一夜をともにする。翌朝、彼女がいるタイミングで京都から戻ったシャーロットがやってくるが、女性の声に気づいて部屋に入らず帰っていく。その後、ボブとシャーロットは昼食でしゃぶしゃぶの店に行くが、気まずさは解消されない。
ボブがアメリカへ発つ前夜、ホテルの火災報知機が鳴り、宿泊客は寝間着のままホテルのエントランスに避難させられる。ボブがシャーロットの姿を見つけて話し掛けると、二人の間にやがて和やかなムードが戻り、二人はホテルのバーへ行って酒を飲む。部屋へ戻るエレベーターのなかで、ボブはシャーロットの両頬に別れのキスをしている間にエレベーターを降りそこね、シャーロットが先に降りて別れを言う。
翌朝、ホテルをチェックアウトするボブがシャーロットの部屋に電話を掛けるが、彼女は電話に出ない。もう会えないかと思ったときにシャーロットがホテルのロビーに現れ、二人は互いに別れを告げる。広告代理店の担当者らと記念撮影をするボブは、シャーロットがエレベーターに乗り込んでいく姿を見つめる。空港へ向かうタクシーの窓から、ボブは東京の雑踏の中にふたたびシャーロットの後ろ姿を見つける。ボブはタクシーを降りると彼女を追って声を掛け、人混みのなかでシャーロットを抱き締める。ボブが彼女の耳元で何かを囁くと、シャーロットは泣きながらうなずく。ボブはシャーロットにキスをし、笑顔を見せてからタクシーに乗り込み、空港へ向けて出発するところで物語は幕を閉じる。

## キャスト

### 主な登場人物
ボブ・ハリス
演 - ビル・マーレイ、日本語吹替 - 江原正士
サントリーウイスキーのテレビCM撮影のために来日した初老のハリウッド俳優。結婚して25年になる妻との間に小さな子どもがいるが、倦怠期を迎えている。
シャーロット
演 - スカーレット・ヨハンソン、日本語吹替 - 斉藤梨絵
ニューヨーク在住で大学を出たばかりのジョンの妻。仕事で来日した夫について来るが、ホテルにほったらかしにされる孤独な生活を送っている。ソフィア・コッポラがモデル。
ジョン
演 - ジョバンニ・リビシ、日本語吹替 - 鈴木浩介
シャーロットの夫。カメラマンで仕事のために来日。ソフィア・コッポラの元夫であるスパイク・ジョーンズがモデル。
ケリー・ストロング
演 - アンナ・ファリス、日本語吹替 - 小島幸子
映画女優。ボブたちが滞在するホテルで新作映画『ミッドナイト・ベロシティ』の記者会見を行うために来日する。ろくに知りもしない作家の名前を引用するなど、教養のないキャラクターとして描かれる。
マシュー南
演 - 藤井隆
ボブがゲスト出演した、実在のテレビ番組『Matthew's Best Hit TV』の司会者。
チャーリー
演 - 林文浩、日本語吹替 - 駒谷昌男
シャーロットの友人の日本人男性。

### その他キャスト
ジャズ・グループ「ソーサリート」
- ピアニスト - フランソワ・デュ・ボワ
- ボーカル - キャサリン・ランバート
- ギタリスト - ティム・レフマン

その他
- CMディレクター - ダイアモンド☆ユカイ
- カワサキ（通訳者） - 竹下明子（日本語吹替：桐山ゆみ）
- コールガール - 明日香七穂（日本語吹替：増子倭文江）
- クラブオーナー - 今井茂雄
- ブランド「ヒステリック・グラマー」ディレクター - 北村信彦
- HIROMIX - 本人（カメオ出演）
- NIGO - 本人（カメオ出演）
- 藤原ヒロシ - 本人（カメオ出演）
- 成山明光 - 本人（カメオ出演）
- 南馬越一義 - 本人（カメオ出演）

## キャッチコピー
- ひとときの恋心、永遠の思い出。“トーキョー”であなたに会えてよかった。

## 主なロケ地
- 渋谷駅周辺
- パークハイアット東京
- 代官山 AIR
- 上目黒 - 中目黒駅周辺
- 成願寺
- 河口湖カントリークラブ
- 東京医科大学病院
- 東海道新幹線京都駅
- 南禅寺
- 平安神宮

## 作品の評価

### 映画批評家によるレビュー
Rotten Tomatoesによれば、批評家の一致した見解は「ユーモアとほのかなペーソスのバランスを効果的に取っており、ソフィア・コッポラはビル・マーレイとスカーレット・ヨハンソンの両方にとってのショーケースとなる感動的でメランコリックな物語を作り上げている。」であり、232件の評論のうち高評価は95%にあたる220件で、平均点は10点満点中8.40点となっている。
Metacriticによれば、44件の評論のうち、高評価は42件、賛否混在は2件、低評価はなく、平均点は100点満点中89点となっている。

### 受賞歴
- アカデミー脚本賞（ソフィア・コッポラ）
- ゴールデングローブ賞 作品賞 (ミュージカル・コメディ部門)
- ゴールデングローブ賞 主演男優賞 (ミュージカル・コメディ部門)（ビル・マーレイ）
- ゴールデングローブ賞 脚本賞（ソフィア・コッポラ）
- 英国アカデミー賞 主演男優賞（ビル・マーレイ）
- 英国アカデミー賞 主演女優賞（スカーレット・ヨハンソン）
- 英国アカデミー賞 編集賞（サラ・フラック）
- インディペンデント・スピリット賞 作品賞
- インディペンデント・スピリット賞 監督賞、脚本賞（ソフィア・コッポラ）
- インディペンデント・スピリット賞 主演男優賞（ビル・マーレイ）

## 映像ソフト
日本では2004年12月3日に東北新社からDVDが発売された。